# ساريير (منطقة)
ساريير (بالتركية Sarıyer) هي منطقة في إسطنبول وتقع ساريير في الجانب الأوربي، وتطل على مضيق البوسفور، وهي منطقة التقاء البوسفور مع البحر الاسود، ويحدها من الشمال الغربي أيوب ومن الجنوب بيشكتاش أما الغرب فيحدها شيشلي.
وتعتبر من  المناطق الضخمة في إسطنبول ولها أهمية تراثية كبيرة، كما أنها من أعرق مناطق المدينة وأجملها، تتميز بجمال فنادقها ومنازلها، والفلل التي يمكن استئجارها من قبل السياح للاستمتاع بالمناظر الخلابة وأطباق السمك الطازجة والشهية

## التاريخ
تعتبر من أجمل مناطق البوسفور التي عرفت بقصور السفراء، وتمتد من منارة روملي حتى قلعة روملي حصار، لمنطقة ساريير أهمية تاريخية وتجارية كبرى، يمكن الوصول لها عبر القوارب أو السيارات، وخلال العهد العثماني كان السلاطين يقصدونها بغرض التنزه، وفي القرنين الـ 18 و 19 أصبحت مساكن للأمراء ومنتجعات صيفية.

## الخدمات العامة فيها
وتحتوي على كثير من المدارس العالمية والحكومية والجامعات، والمرافق الصحية والسياحية، وخدمات المواصلات المميزة، كـ (مترو – ترام – باصات – تكاسي).
حيث يوجد بها مستشفى استينيا الحكومي  istinye devlet hastanesi وهي من أهم المراكز الصحيه التابعه للحكومة
كما يوجد بها مستشفى  Metin Sabancı Baltalimanı ذات الطابع التاريخي حيث بني هذا القصر في النصف الأول من القرن التاسع عشر
في 19 يونيو 1944 تم تحويله إلى مستشفى للعظام والمفاصل يضم 85 سريراً  وتم إجراء الإصلاحات الضرورية والترتيبات الداخلية لذلك
وفي عام 2001 أصبح أول مستشفى تدريبي وفرعي خاص في مجال جراحة العظام والكسور
وفي 2016 تم توقيع بروتوكول بين وزارة الصحة وجامعة العلوم الصحية ليصبح مستشفى جامعي يضم 136 سريراً متخصص في أبحاث العظام والكسور بالاضافه إلى 24 فرعًا مختلفًا يعمل بها  48 طبيبًا متخصصًا

## أماكن الترفيه والتسوق
تتمتع ساريير بمرافق خدمية وترفيهية كبيرة، حيث تحتوي على أفخم مراكز التسوق العالميه بالإضافة إلى عدد غير محدود من الفنادق ومراكز التسوق ومراكز المؤتمرات وغيرها الكثير.

## المناخ
مناخ ساريير، النموذجي في شمال إسطنبول؛ مناخًا محيطيًا (cfb،do) وفقًا لتصنيفات مناخي كوبن وتريوارثا، الشتاء بارد وتكون مستويات درجات الحرارة 4 °مئوية (39 °فهرنهايت)، غالبًا مايكون الصيف دافئًا. يتميز مناخ ساريير بهطول الأمطار الغزيرة واعتدال الصيف والشتاء الأكثر برودة من معظم الأراضي المنخفضة في إسطنبول. ومع ذلك، فإن لودوس، الرياح الجنوبية الغربية المعروفة في جميع أنحاء إسطنبول، تعمل كرياح فون في ساريير (كما هو الحال في بقية شمال إسطنبول)، في حالات نادرة تسبب درجات حرارة تقترب من أو تزيد عن 20 درجة °مئوية (68 درجة °فهرنهايت) في الشتاء.
| البيانات المناخية لـباهشكوي، ساريير (معدلات والقصوى 1981–2010) | البيانات المناخية لـباهشكوي، ساريير (معدلات والقصوى 1981–2010) | البيانات المناخية لـباهشكوي، ساريير (معدلات والقصوى 1981–2010) | البيانات المناخية لـباهشكوي، ساريير (معدلات والقصوى 1981–2010) | البيانات المناخية لـباهشكوي، ساريير (معدلات والقصوى 1981–2010) | البيانات المناخية لـباهشكوي، ساريير (معدلات والقصوى 1981–2010) | البيانات المناخية لـباهشكوي، ساريير (معدلات والقصوى 1981–2010) | البيانات المناخية لـباهشكوي، ساريير (معدلات والقصوى 1981–2010) | البيانات المناخية لـباهشكوي، ساريير (معدلات والقصوى 1981–2010) | البيانات المناخية لـباهشكوي، ساريير (معدلات والقصوى 1981–2010) | البيانات المناخية لـباهشكوي، ساريير (معدلات والقصوى 1981–2010) | البيانات المناخية لـباهشكوي، ساريير (معدلات والقصوى 1981–2010) | البيانات المناخية لـباهشكوي، ساريير (معدلات والقصوى 1981–2010) | البيانات المناخية لـباهشكوي، ساريير (معدلات والقصوى 1981–2010) |
| الشهر                                                          | يناير                                                          | فبراير                                                         | مارس                                                           | أبريل                                                          | مايو                                                           | يونيو                                                          | يوليو                                                          | أغسطس                                                          | سبتمبر                                                         | أكتوبر                                                         | نوفمبر                                                         | ديسمبر                                                         | المعدل السنوي                                                  |
| -------------------------------------------------------------- | -------------------------------------------------------------- | -------------------------------------------------------------- | -------------------------------------------------------------- | -------------------------------------------------------------- | -------------------------------------------------------------- | -------------------------------------------------------------- | -------------------------------------------------------------- | -------------------------------------------------------------- | -------------------------------------------------------------- | -------------------------------------------------------------- | -------------------------------------------------------------- | -------------------------------------------------------------- | -------------------------------------------------------------- |
| الدرجة القصوى °م (°ف)                                          | 25.3 (77.5)                                                    | 27.3 (81.1)                                                    | 27.2 (81.0)                                                    | 33.6 (92.5)                                                    | 34.4 (93.9)                                                    | 36.6 (97.9)                                                    | 38.7 (101.7)                                                   | 38.0 (100.4)                                                   | 38.2 (100.8)                                                   | 35.7 (96.3)                                                    | 28.0 (82.4)                                                    | 23.8 (74.8)                                                    | 38.7 (101.7)                                                   |
| متوسط درجة الحرارة الكبرى °م (°ف)                              | 7.6 (45.7)                                                     | 8.3 (46.9)                                                     | 10.2 (50.4)                                                    | 16.4 (61.5)                                                    | 20.6 (69.1)                                                    | 25.0 (77.0)                                                    | 26.4 (79.5)                                                    | 26.6 (79.9)                                                    | 23.7 (74.7)                                                    | 19.0 (66.2)                                                    | 14.2 (57.6)                                                    | 9.8 (49.6)                                                     | 17.3 (63.2)                                                    |
| المتوسط اليومي °م (°ف)                                         | 4.6 (40.3)                                                     | 4.0 (39.2)                                                     | 5.9 (42.6)                                                     | 10.3 (50.5)                                                    | 15.4 (59.7)                                                    | 19.8 (67.6)                                                    | 21.5 (70.7)                                                    | 21.6 (70.9)                                                    | 18.1 (64.6)                                                    | 14.1 (57.4)                                                    | 9.5 (49.1)                                                     | 6.3 (43.3)                                                     | 12.6 (54.7)                                                    |
| متوسط درجة الحرارة الصغرى °م (°ف)                              | 1.3 (34.3)                                                     | 1.1 (34.0)                                                     | 2.5 (36.5)                                                     | 6.4 (43.5)                                                     | 10.6 (51.1)                                                    | 14.7 (58.5)                                                    | 17.0 (62.6)                                                    | 17.9 (64.2)                                                    | 13.9 (57.0)                                                    | 10.7 (51.3)                                                    | 6.8 (44.2)                                                     | 3.4 (38.1)                                                     | 8.9 (47.9)                                                     |
| أدنى درجة حرارة °م (°ف)                                        | −16.0 (3.2)                                                    | −15.4 (4.3)                                                    | −10.6 (12.9)                                                   | −3.1 (26.4)                                                    | 0.9 (33.6)                                                     | 5.7 (42.3)                                                     | 7.8 (46.0)                                                     | 8.0 (46.4)                                                     | 3.1 (37.6)                                                     | −1.2 (29.8)                                                    | −4.3 (24.3)                                                    | −9.8 (14.4)                                                    | −16.0 (3.2)                                                    |
| الهطول مم (إنش)                                                | 163.7 (6.44)                                                   | 112.5 (4.43)                                                   | 101.3 (3.99)                                                   | 68.3 (2.69)                                                    | 55.8 (2.20)                                                    | 47.4 (1.87)                                                    | 45.3 (1.78)                                                    | 71.9 (2.83)                                                    | 79.6 (3.13)                                                    | 119.0 (4.69)                                                   | 164.3 (6.47)                                                   | 188.3 (7.41)                                                   | 1٬217٫4 (47.93)                                                |
| متوسط أيام هطول الأمطار (≥ 0.1 mm)                             | 15.8                                                           | 14.2                                                           | 12.9                                                           | 10.1                                                           | 8.3                                                            | 6.9                                                            | 5.8                                                            | 5.9                                                            | 7.4                                                            | 12.6                                                           | 15.4                                                           | 19.8                                                           | 135.1                                                          |
| متوسط الأيام المثلجة (≥ 0.1 cm)                                | 4.6                                                            | 5.2                                                            | 1.7                                                            | 0.4                                                            | 0.0                                                            | 0.0                                                            | 0.0                                                            | 0.0                                                            | 0.0                                                            | 0.0                                                            | 0.3                                                            | 4.0                                                            | 16.2                                                           |
| المصدر:                                                        |                                                                |                                                                |                                                                |                                                                |                                                                |                                                                |                                                                |                                                                |                                                                |                                                                |                                                                |                                                                |                                                                |

## الحدائق العامة في المنطقة

### حديقة اميرجان
يعود تسمية هذه الحديقة إلى منطقة اميرغان التي تعني أمراء السلالة العثمانيين الذين كانوا يتنزهون بتلك المدينة، تتميز هذه المنطقة بالغابات والمساحات الخضراء الجميلة، كما توجد حديقة “امرغان” ومساحتها 117 فدان، وتعتبر من أكبر الحدائق، والتي تحتوي على تحو  120 نوع من النباتات النادرة من أشجار الأرز والصنوبر والكافور، كما يوجد أماكن مخصصة للسير الرياضي وأماكن للعب الأطفال.
ترتبط حديقة اميرجان ارتباطاً وثيقا بزهرة التوليب الزهرة التقليدية حيث يقام فيها مهرجان التوليب الذي تُنظّمه الحديقة في إبريل (نيسان) من كل عام

### غابة بلغراد
تعتبر مركزًا مهمًا للتنزه خلال العطل الأسبوعية، وتحظى باهتمام الأتراك، وهي من قرى الشمال، والتي تحوي على مشتل “اتاتورك” المخصص لبيع الورود والمستلزمات الزراعية.
تتميز غابه “أتاتورك بلغراد” بهدوءها وجمال طبيعتها التي تجذب السياح، العرب، وهواءها نقي طيب. وتقدر المساحة الكلية للغابة بنحو 345 هكتارا، وتحتوي على أكثر من 2000 نوع من النباتات والأشجار النادرة. أنشئت عام 1949، وتعتبر الغابة من أجمل المتنزهات التركية، وتتميز بتنوع أشجارها النادرة كما تعد غابات بلغراد في إسطنبول موطنًا لسبع من البحيرات الصافية تربطها بالمدينة جسور تمر فوق الماء وتحتوي على 11 منتزه وممرات للمشي واخرى للدرجات كما انها مكان مناسب للتخييم والشواء

### اسيتينيا بارك
تقع هذه الحديقة في مول “اسيتينا بارك” الفاخر للتسوق، وتعتبر من أجمل المتنزهات التي تجذب السياح الأجانب.

## أماكن التسوق في ساريير

### استينيا بارك
يقع هذا المول في منطقة سرايير وهو من أفخر وأرقى وأهم مولات إسطنبول حيث يوجد به 291 متجرا تضم أشهر الماركات العالميّة المعروفة والماركات التركية المحلية
ويتألف المول من أربع طوابق ويضم حديقة مركزية في الهواء الطلق بالإضافة إلى دور السّينما والكثير من المطاعم والمقاهي المتنوعة.

## المعالم السياحية

### روملي حصار
وهي أحد أشهر متاحف إسطنبول الواقعة على ساحل البوسفور في منطقة ساريير تعتبر قلعة ” روملي حصار” هي القلعة التي قام ببنائها السلطان محمد الفاتح
وهي أول بناء تم بناءه على أرض إسطنبول وتبلغ اسوار القلعة 82 مترًا، تم بناءها فقط خلال أربعة أشهر، وكانت هي التمهيد الرئيسي لفتح إسطنبول.

### متحف ساكيب سابانجي
ويقع المتحف داخل فيلا تاريخية تطل على البسقور في منطقة سايير وهوا متحف فني يقصده الكثير من السياح من المهتمين في التراث والفن حيث يضم مجموعة من الرسومات واللوحات الخطية والتحف العثمانيه
بالإضافة إلى نسخ نادرة من مخطوطات القرآن الكريم والوثائق الرسمية

### متحف سادبيرك هانم
تم افتتاح المتحف في عام 1980 ويعد من أفضل المتاحف في إسطنبول.
ويحتوي المتحف الذي يقع في منطقة ساريير على معروضات خاصة بسادبيرك هانم، والتي كان من ضمنها بعض الأزياء، وأعمال التطريز، والمصنوعات الفضية
اضيف له لاحقا مقتنيات يعود تاريخها للخلافة العثمانية  ليصبح  في الوقت الحالي عدد المعروضات ما يزيد عن 20 ألف قطعة يرجع تاريخها للحضارة الأناضولية من القرن السادس قبل الميلاد، إلي نهاية السلالة البيزنطية، بعد أن كان عدد المعروضات فيه 3 ألاف قطعة عند نشأة المتحف